# ۱۳۸ (عدد)
۱۳۸(صد و سی و هشت) یک عدد طبیعی است که بعد از ۱۳۷ و قبل از ۱۳۹ قرار دارد.